# Cardioglossa schioetzi
Cardioglossa schioetzi är en groddjursart som beskrevs av Jean-Louis Amiet 1982. Cardioglossa schioetzi ingår i släktet Cardioglossa och familjen Arthroleptidae. IUCN kategoriserar arten globalt som starkt hotad. Inga underarter finns listade.